# Live and Rare (album de Korn)
Pour les articles homonymes, voir Live and Rare.
Albums de Korn
See You on the Other Side
(2005) MTV Unplugged: Korn
(2007)
Live and Rare est un album de Korn sorti le 9 mai 2006 avec des lives de chansons comme Blind, A.D.I.D.A.S ou encore des chansons « rares » telles que Proud. C'est Epic Records, l'ancienne maison de disques de Korn, qui décide de sortir ce CD. Il est composé du live au CBGB's qui était déjà présent en version vidéo sur le DVD du Greatest Hits et de chansons rares déjà présentes depuis longtemps sur internet ou en chanson bonus sur les précédents albums du groupe.

## Liste des chansons
| No  | Titre                                                           | Durée |
| --- | --------------------------------------------------------------- | ----- |
| 1.  | Did My Time                                                     | 4:12  |
| 2.  | Blind                                                           | 4:12  |
| 3.  | Falling Away from Me                                            | 4:15  |
| 4.  | Right Now                                                       | 3:05  |
| 5.  | Got the Life                                                    | 4:06  |
| 6.  | Here to Stay                                                    | 4:20  |
| 7.  | Freak on a Leash                                                | 4:25  |
| 8.  | Another Brick in the Wall, Pts. (1,2,3) (reprise de Pink Floyd) | 8:21  |
| 9.  | One (reprise de Metallica)                                      | 4:27  |
| 10. | My Gift to You                                                  | 6:13  |
| 11. | A.D.I.D.A.S./Porno Creep                                        | 3:50  |
| 12. | Earache My Eye (reprise de Cheech and Chong)                    | 4:50  |
| 13. | Proud                                                           | 3:26  |